# Fernando Dente
Fernando Dente (Buenos Aires, 7 de enero de 1990) conocido artísticamente como Fer Dente es un actor, bailarín, cantante, director de escena y presentador argentino. Saltó a la fama por haber sido el ganador del programa de telerrealidad High School Musical: la selección y por haber protagonizado la película High School Musical: El desafío, versión argentina de la original estadounidense High School Musical, haciendo el papel de "Troy Bolton".

## Biografía

### Primeros años
Dente nació y creció en Buenos Aires, junto a sus padres Ada Rizzuti y José Dente, y sus hermanos Guido, Lucas y Tomás, quien es periodista. Desde pequeño, Fernando tuvo dos grandes pasiones: la equitación ―deporte que practicó durante siete años―, y la comedia musical. Estudió en el Colegio La Salle del barrio de Flores  y se formó en comedia musical y teatro con Hugo Midón, participando en tres comerciales para el exterior. También continuó formándose trabajando junto a Enrique Pinti en el género de musical teatral.

### Carrera en cine y televisión

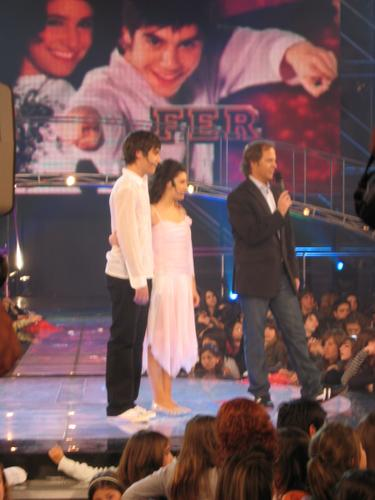
Fernando Dente y Sofía Agüero Petros.

En el año 2007 Fernando integró el grupo de los veinte seleccionados, entre 26.000 postulantes, que participarían en el programa de telerrealidad High School Musical: la selección. Este ciclo tenía el fin de elegir los protagonistas para la adaptación argentina de la película de Disney Channel High School Musical, que se llamaría High School Musical: El Desafío.
El domingo 21 de octubre del mismo año se llevó a cabo la final del ciclo, en la que tanto Fernando Dente como Agustina Vera se convirtieron en los ganadores del ciclo tras vencer a Gastón Vietto y Sofía Agüero Petros, respectivamente, obteniendo los papeles protagónicos de "Troy Bolton" y "Gabriella Montez".
Durante su participación en el programa grabó el álbum Actuar, bailar, cantar en el que incluía «La bilirrubina»  y «Corazón partío» (con Walter Bruno). Luego, al finalizar el ciclo, junto a los ocho finalistas grabó el álbum Sueños el cual incluía la canción «Algunos sentimientos» (junto a Agustina Vera) que luego fue lanzada con su videoclip por Disney Channel. Luego emprendió una gira nacional titulada High School Musical: La Selección - En gira, que finalizó con dos presentaciones en el Teatro Opera en diciembre de 2007. Finalmente la película High School Musical: El desafío fue estrenada el 17 de julio de 2008 en Argentina, convirtiéndose en la primera producción de Disney realizada íntegramente en ese país. 
Entre 2008 y 2009 participó como notero, junto a su hermano Tomás, en el programa televisivo Hoy puede ser, presentado por Andrea del Boca en las tardes de Canal 13. Ese mismo año, incursionó como conductor en Los 15 mejores. En mayo de 2009 comenzó por la pantalla de Canal 13 la telenovela Enseñame a vivir donde interpretó a «Macu». Fernando además interpretó la cortina musical del programa junto a Carolina de la Muela; además de grabar dos temas adicionales como solista: «Solo junto a vos» y «Hay algo en vos».
En 2014 concursó en el programa de talentos de imitación Tu cara me suena 2 conducido por Marley, donde obtuvo el segundo puesto tras ocho meses de competencia. Ese mismo año tuvo una participación especial en la telenovela infantojuvenil de Disney Channel Latinoamérica, Violetta.
En 2015 y 2019, concursó en el programa de telerrealidad de baile Bailando por un sueño conducido por Marcelo Tinelli, donde obtuvo el quinto puesto en ambas oportunidades. 
En 2018 fue elegido para interpretar a «Víctor Gutiérrez» en la telenovela infantojuvenil de Disney Channel Latinoamérica, Bia, la cual tuvo dos temporadas emitidas en 2019 y 2020. Repitió su papel en el especial web Bia: un mundo al revés de 2021, que le dio fin a la serie.

### Carrera en teatro
Junto a Hugo Midón realizó su primer trabajo profesional cuando tenía quince años interpretando a Cable en el musical Derechos Torcidos. En 2008 realizó su primer protagónico en un musical de la Avenida Corrientes: Hairspray junto a Enrique Pinti. Luego actuó en varios musicales: STime, Despertar de primavera (por el cual ganó el premio Hugo al Teatro Musical como mejor actor protagónico en musical), Sweeney Todd, Musicool, Un perro en la luna de Tennessee Williams (junto con Virginia Lago) La novicia rebelde,Tango Feroz,Tanguito Mio yCasi Normales.
En 2012 creó su propia compañía de teatro musical, A Fondo, en donde realizó su primera actividad como director. Al año siguiente Ricky Pashkus lo convoca para dirigir un cuadro en la obra Insomnio. En 2014 dirige su primera obra en el circuito comercial, Criatura emocional, de los mismos productores de Casi Normales.
Durante el 2016 y 2017 realizó en el Teatro Gran Rex "Peter Pan: Todos Podemos Volar", donde interpretó al protagonista. A comienzos del 2018 volvió, en su séptima temporada, con Casi Normales, pero esta vez representando el rol de Gabriel. 
En el año 2018 vuelve nuevamente al Teatro Gran Rex para protagonizar junto a Julieta Nair Calvo (con quien ya había trabajado anteriormente en musicales como Despertar de Primavera y La Novicia Rebelde), Carlos Belloso, Darío Barassi y Carolina Kopelioff la obra musical Aladin, será genial, dirigidos por el director Ariel del Mastro.
En el 2020 interpreta a «Charly» en Kinky Boots, y al año siguiente participa en la obra La fiesta de los chicos interpretando a «Michael».

### Carrera de doblaje
Dente comenzó su carrera de doblaje en 2007. Hizo la voz de Chris McLean en el doblaje argentino de Retos Extremos, también conocido como Drama Total.

## Vida personal
Fernando es abiertamente homosexual. Lo hizo público por primera vez en 2018, a través de su cuenta de Instagram. En junio de 2024 confirmó que estaba en una relación con el actor y cantante uruguayo Pablo Turturiello.

## Trabajos
| Año           | Título                                 | Rol                     | Notas                                      |
| ------------- | -------------------------------------- | ----------------------- | ------------------------------------------ |
| 2006          | Sos mi vida                            | Extra                   |                                            |
| 2007          | High school musical: la selección      | Él mismo - Participante | Ganador                                    |
| 2007          | Patito feo                             | Él mismo                |                                            |
| 2007-presente | Retos Extremos                         | Chris McLean            | Doblaje al español para Argentina          |
| 2008-2009     | Hoy puede ser                          | Él mismo - Coconductor  |                                            |
| 2008-2009     | Los 15 mejores                         | Él mismo - Conductor    |                                            |
| 2009          | Enseñame a vivir                       | Miguel Ángel "Macu"     |                                            |
| 2010          | La clase                               | Cantante                |                                            |
| 2011          | Tiempo de pensar                       | ¿?                      | Caps. 2 y 10                               |
| 2013          | Historia clínica                       | Alejandro Storni        | Cap. 9                                     |
| 2014          | Violetta                               | Martín Rosetti          | Recurrente, 7 episodios (temporada 3)      |
| 2014          | Dos al éxito                           | Él mismo - Jurado       |                                            |
| 2014          | Tu cara me suena 2                     | Él mismo- Participante  | Subcampeón                                 |
| 2015          | Bailando por un sueño 2015             | Él mismo - Participante | 20.° eliminado                             |
| 2016          | Al Borde                               | Franco                  |                                            |
| 2019          | Bailando 2019                          | Él mismo - Participante | 20.° eliminado                             |
| 2019-2020     | Bia                                    | Víctor Gutiérrez        | Elenco principal                           |
| 2021          | Bia: un mundo al revés                 | Víctor Gutiérrez        | Especial web                               |
| 2022          | ¿Quién es la máscara?                  | Brillo, el unicornio    | Ganador                                    |
| 2022          | O coro: Sucesso, aqui vou eu           | Freddy                  | Episodio: "Você Sabe o que é ter um Amor?" |
| 2023-2024     | Noche al Dente                         | Conductor               | —                                          |
| 2024-presente | Paraíso fiscal (programa de Streaming) | Conductor               | —                                          |
| 2024          | Cantando 2024                          | Conductor de reemplazo  | —                                          |

| Año  | Título                          | Rol            | Notas                                  |
| ---- | ------------------------------- | -------------- | -------------------------------------- |
| 2008 | High School Musical: El desafío | Fernando "Fer" |                                        |
| 2013 | Vida nueva                      | Daniel         | Cortometraje                           |
| 2015 | Abzurdah                        | Lucas          |                                        |
| 2018 | El regreso de Mary Poppins      | Angus          | Doblaje al español para Hispanoamérica |

| Año              | Título                                       | Personaje o Rol                                          |
| ---------------- | -------------------------------------------- | -------------------------------------------------------- |
| 2004             | Mi bella dama                                | Freddy Eynsford Hill                                     |
| 2005             | Derechos torcidos                            | Cable                                                    |
| 2007             | High school musical: la selección – En gira  | Él mismo                                                 |
| 2008-2009        | Hairspray                                    | Link Larkin                                              |
| 2009             | Swing time                                   | Gastón                                                   |
| 2009-2010        | Musicool                                     | Francisco                                                |
| 2010             | Despertar de primavera                       | Melchior Gabor                                           |
| 2010             | Sweeney Todd                                 | Anthony Hope                                             |
| 2011             | Un perro en la luna (de Tennessee Williams). | Protagonista                                             |
| 2011             | La novicia rebelde                           | Rolf                                                     |
| 2012             | A fondo                                      | Director                                                 |
| 2012-2016 / 2018 | Casi normales                                | Henry (2012-2016) Dr. Fine/Dr. Madden (2014) Gabe (2018) |
| 2013             | Tango feroz                                  | Tanguito                                                 |
| 2013             | Tanguito mío                                 | Tanguito                                                 |
| 2013             | Insomnio recargado                           | Puesta en escena del cuadro "Sueños"                     |
| 2013-2014        | El club del hit                              | Artista invitado                                         |
| 2014             | Criatura emocional                           | Director                                                 |
| 2014             | Sres. & Sres. del musical                    | Artista convocado                                        |
| 2015             | Colección Primavera Verano                   | Protagonista / Director                                  |
| 2016             | Stravaganza: Sin reglas para el amor         | Virgilio                                                 |
| 2016             | Fuerza Bruta                                 | Corredor                                                 |
| 2016-2017        | Peter Pan: todos podemos volar               | Peter Pan                                                |
| 2018-2019        | Aladín: será genial                          | Aladín                                                   |
| 2020/2022        | Kinky Boots                                  | Charlie                                                  |
| 2021             | La fiesta de los chicos                      | Michael                                                  |
| 2022             | Regreso en Patagonia                         | Guillermo                                                |
| 2023             | Heathers: The Musical                        | Director                                                 |
| 2024             | Rent                                         | Director                                                 |
| 2025             | Despertar de primavera                       | Director                                                 |

## Discografía
| Año       | Título                          | Compañía Discográfica |
| --------- | ------------------------------- | --------------------- |
| 2007      | Actuar, bailar, cantar          | Sony BMG              |
| 2007      | Sueños                          | Sony BMG              |
| 2008      | High School Musical: El desafío | Sony BMG              |
| 2009      | Enseñame a vivir                | Metrónomo             |
| 2013      | Casi normales                   | Palermo Films         |
| 2016-2017 | Peter Pan, todos podemos volar  | Media Music           |
| 2018      | Aladín, será genial             | Media Music           |
| 2019      | Bia                             | Walt Disney Records   |

## Giras
| Año  | Título                                      | Personaje | Presentaciones en                                                                 |
| ---- | ------------------------------------------- | --------- | --------------------------------------------------------------------------------- |
| 2007 | High School Musical: La Selección - En gira | Fer       | Argentina: Nordelta, Rosario, Santa Fe, Mendoza, San Juan, La Rioja, Buenos Aires |
| 2017 | Peter Pan: Todos podemos volar              | Peter Pan | Argentina: Rosario, Mendoza, Córdoba                                              |

## Premios y nominaciones
| Año  | Premio                       | Categoría                                                   | Trabajo                              | Resultado |
| ---- | ---------------------------- | ----------------------------------------------------------- | ------------------------------------ | --------- |
| 2008 | Premio ACE                   | Revelación Masculina                                        | Hairspray                            | Nominado  |
| 2008 | Premios Clarín Espectáculos  | Revelación masculina en teatro                              | Hairspray                            | Ganador   |
| 2010 | Premio ACE                   | Actor de espectáculo musical                                | Despertar de primavera               | Nominado  |
| 2010 | Premios Hugo                 | Mejor actor en musical off                                  | Musicool                             | Nominado  |
| 2010 | Premios Hugo                 | Mejor actor protagónico en musical                          | Despertar de primavera               | Ganador   |
| 2011 | Premio Florencio Sánchez     | Actuación en musical                                        | Despertar de primavera               | Nominado  |
| 2011 | Premio ACE                   | Actuación masculina en musical, music hall y/o café concert | Musicool                             | Nominado  |
| 2012 | Premios Hugo                 | Mejor actuación de reparto masculina                        | Casi normales                        | Nominado  |
| 2013 | Premio Florencio Sánchez     | Actuación en musical                                        | Casi Normales                        | Nominado  |
| 2013 | Premios Hugo                 | Intérprete masculino en infantil-juvenil                    | Tanguito mío                         | Nominado  |
| 2014 | Premio Florencio Sánchez     | Mejor actor de musical                                      | Tango feroz                          | Nominado  |
| 2015 | Kids Choice Awards Argentina | Actor Favorito                                              | --                                   | Nominado  |
| 2016 | Premios VOS                  | Mejor Cantante                                              | Stravaganza: Sin Reglas para el Amor | Nominado  |
| 2016 | Premios Carlos               | Revelación Masculina                                        | Stravaganza: Sin Reglas para el Amor | Nominado  |
| 2016 | Premios Carlos               | Mejor Cantante en Espectáculo                               | Stravaganza: Sin Reglas para el Amor | Nominado  |
| 2018 | Premios Hugo                 | Mejor Intérprete Masculino en Musical Infantil y/o Juvenil  | Aladín: Será genial                  | Nominado  |
| 2020 | Premios Hugo                 | Mejor actuación protagónica masculina                       | Kinky Boots                          | Ganador   |
| 2021 | Premios Konex                | Mejor Intérprete Masculino de Musical                       | Período 2011-2020                    | Ganador   |